# 上海サーチナ
上海サーチナ（シャンハイサーチナ、正式名：新秦商務咨詢（上海）有限公司 (Searchina(ShangHai) Co., Ltd.) ）は、中華人民共和国上海市に登記されている、中国人消費者を対象としたインターネット調査（ネットリサーチ）専門会社である。2014年2月まで日本企業SBIサーチナ株式会社の子会社であった。

## 概要
2002年に設立、2003年1月にモニター募集サイトがオープン。主に日本製小物を景品としてモニターを募り、近年はポイント換金をメインとしている。モニターは、すべて中国国内在住の中国人で、都市部に集中。2011年12月5日時点で50万人。2006年に中国国家統計局による渉外調査許可免許（第0485号）を取得している。2007年には株式会社サーチナからサーチナ総合研究所が移譲され、上海サーチナ＝サーチナ総研として、中国に特化したシンクタンクを目指す方向が確定した。

## 特徴
クライアントは野村総合研究所、博報堂など日系企業がメイン。調査手法はネットアンケートと電話追跡調査を主として、特徴として登録モニター属性が48項目に渡り、複雑な割り付けに対応できる。日中関係、対日観、日本企業のブランド戦略、中国人富裕層の動向など定期調査の一部は、親会社サーチナにより日本語記事として配信されている。定期出版物として、『中国消費者の生活実態』、『中国市場での企業ブランド戦略』など。

## その他
名人百科（Star-Pedia.com）というウェブサイトを立ち上げている。2012年2月24日時点、詳細な発表はまだない。